# Волинска област
Волинска област (на украински: Волинська область) е една от 24-те области на Украйна. Площ 20 144 km² (20-о място по големина в Украйна, 3,34% от нейната площ). Население на 1 февруари 2015 г. 1 043 215 души (2,44% от нейното население). Административен център град Луцк. Разстояние от Киев до Луцк 469 km.

## Историческа справка
Първото селище на днешната територия на Волинска област признато за град през 1431 г. е Владимир-Волински, който за първи път се споменава в летописните източници през 988 г. През 1795 г. за градове са признати селищата Луцк (първи сведения от 1085 г.) и Ковел (първи летописни сведения от 14 век, през 1518 г. са му утвърдени градски права). Останалите 8 града в областта са признати за такива през 1939 г. Горохов, Камен-Каширски и Любомъл, през 1940 г. Берестечко и Устилуг, през 1951 г. Киверци, през 1957 г. Нововолинск и последен през 1989 г. Рожище. Волинска област е образувана на 4 декември 1939 г., след окупирането от СССР на източните полски части.

## Географска характеристика
Волинска област се намира в крайната северозападна част на Украйна. На запад граничи с Полша, на север – с Беларус, на изток – с Ровненска област и на юг – с Лвовска област. В тези си граници заема площ от 20 144 km² (20-о място по големина в Украйна, 3,34% от нейната площ).
Преобладава равнинният релеф. 3/4 от нейната територия е разположена в пределите на Полеската низина с височина 140 – 150 m. По-малката, южна част е заета от крайните северозападни разклонения на Волинското възвишение с височина 220 – 290 m. Максимална 292 m (50°23′20″ с. ш. 24°47′07″ и. д. / 50.388889° с. ш. 24.785278° и. д., на 2 km югоизточно от село Брани, Гороховски район). Волинското възвишение е отделено от Полеската низина на север чрез ясно изразен на терена отстъп с височина 20 – 60 m.
Климатът е умерено континентален. Зимата е мека, а лятото топло Средна януарска температура -4,5 °C, средна юлска 18,6 °C. Годишна сума на валежите 550 – 600 mm. Продължителността на вегетационния период (минимална денонощна температура 5 °C) е около 200 денонощия.
Територията на Волинска област попада в два водосборни басейна. В северната част преминава горното течение на река Припят (десен приток на Днепър). Нейните десни притоци Туря, Стоход и Стир пресичат областта от юг на север в широки и плитки долини. На запад, по границата с Полша протича река Западен Буг (десен приток на Висла), водосборният басейн на която обхваща около 1/5 от територията на Волинска област (западната и югозападната част). В северната част има множество езера: Свитязко, Пулемецко, Турско, Орехово, Бяло и др., а големи територии в този район са заети от блата.
В южните лесостепни райони на областта преобладават оподзолените тъмносиви и сиви почви, но се срещат и черноземни почви. Северните райони на Полесието са заети от ливадно-подзолисти и различни блатни почви (в т.ч. торфени). В средните части се срещат ливадно-подзолисти в комплекс с карбонатни (най-плодородни) почви. Горите заемат 32,5% от територията на областта. Те са разпространени основно в Полесието (бор 60% от горския фонд, дъб 13%, ела 13%, бреза 10%), а на юг са разпространени малки масиви от дъбово-габърови гори. Горите се обитават от лос, дива свиня, бурсук, рис и др., а лесостепите – от заек, лисица, гризачи и др.

## Население
На 1 февруари 2015 г. населението на Волинска област е наброявало 1 043 215 души (2,44% от населението на Украйна). Гъстота 51,79 души/km². Градско население 50,4%. Етническият състав е следният: украинци 1 024 855 души, 98,24%, руснаци 25 032, 2,4%, беларуси 3217, 0,31%, поляци 788, 0,08% и др.

## Административно-териториално деление
В административно-териториално отношение Волинска област се дели на 4 областни градски окръга, 16 административни района, 11 града, в т.ч. 4 града с областно подчинение (Владимир-Волински, Ковел, Луцк и Нововолинск) и 7 града с районно подчинение и 22 селища от градски тип.
| Административна единица | Площ (km²) | Население (2017 г.) | Административен център | Население (2017 г.) | Разстояние до Луцк (в km) | Други градове и сгт с районно подчинение |
| ----------------------- | ---------- | ------------------- | ---------------------- | ------------------- | ------------------------- | ---------------------------------------- |
| Областен градски окръг  |            |                     |                        |                     |                           |                                          |
| 1. Владимир-Волински    | 16         | 38 448              | гр. Владимир-Волински  | 38 448              | 77                        |                                          |
| 2. Ковел                | 50         | 68 513              | гр. Ковел              | 65 513              | 73                        |                                          |
| 3. Луцк                 | 42         | 216 433             | гр. Луцк               | 216 433             | -                         |                                          |
| 4. Нововолинск          | 17         | 51 564              | гр. Нововолинск        | 51 564              | 92                        | Жовтневое                                |
| Административен район   |            |                     |                        |                     |                           |                                          |
| 1. Владимир-Волински    | 1038       | 25 238              | гр. Владимир-Волински  |                     | 77                        |                                          |
| 2. Гороховски           | 1122       | 51 562              | гр. Горохов            | 9092                | 53                        | гр. Берестечко, Марияновка, Сенкевичевка |
| 3. Иваничевски          | 645        | 31 923              | сгт Иваничи            | 6480                | 89                        |                                          |
| 4. Камен-Каширски       | 1747       | 64 195              | гр. Камен-Каширски     | 12 489              | 126                       |                                          |
| 5. Киверцовски          | 1414       | 63 811              | гр. Киверци            | 14 050              | 14                        | Олика, Цуман                             |
| 6. Ковелски             | 1723       | 40 438              | гр. Ковел              |                     | 73                        | Голоби, Люблинец                         |
| 7. Локачински           | 712        | 22 190              | сгт Локачи             | 3856                | 56                        |                                          |
| 8. Луцки                | 973        | 33 853              | гр. Луцк               |                     | -                         | Рокини, Торчин                           |
| 9. Любешовски           | 1450       | 35 956              | сгт Любешов            | 5762                | 185                       |                                          |
| 10. Любомълски          | 1481       | 39 352              | гр. Любомъл            | 10 466              | 5123                      | Головно                                  |
| 11. Маневички           | 2265       | 54 479              | сгт Маневичи           | 10 825              | 74                        | Колки                                    |
| 12. Ратновски           | 1437       | 52 179              | сгт Ратно              | 9955                | 126                       | Заболоте                                 |
| 13. Рожищенски          | 928        | 39 265              | гр. Рожище             | 12 953              | 24                        | Дубице                                   |
| 14. Старовижевски       | 1121       | 30 348              | сгт Старая Вижевка     | 5248                | 112                       |                                          |
| 15. Турийски            | 1295       | 26 046              | сгт Турийск            | 5676                | 93                        | Луков                                    |
| 16. Шацки               | 759        | 16 857              | сгт Шацк               | 5320                | 160                       |                                          |